# 두스타
두스타는 대한민국의 음악 그룹이다.

## 음반
- 2016년 반갑다 친구야